# Glyptogona
Glyptogona là một chi nhện trong họ Araneidae.